# Vladimír Vlasák (historik)
Vladimír Vlasák (* 23. května 1948 Český Brod) je český regionální historik, archivář, genealog a autor faktografické literatury, který se zabývá dějinami Sokolovska.

## Život
Po absolvování archivnictví na Filosofické fakultě Univerzity Karlovy v Praze (1966–1971) nastoupil Vladimír Vlasák do tehdejšího Okresního archivu Sokolov, který byl od roku 1967 umístěn v Jindřichovicích. Roku 1972 se stal vedoucím a o rok později ředitelem tohoto archivu. Tento post zastával až do roku 2010. Je držitelem Medaile za zásluhy o české archivnictví.

## Charakteristika díla
Do roku 1989 publikoval Vladimír Vlasák jen zřídka a to formou novinových či časopiseckých článků v regionálním tisku. Zlom přinesl pád komunistického režimu a nová vlna zájmu o reprezentativní monografie obcí. Postupně Vladimír Vlasák sám nebo ve spolupráci (nejčastěji s manželkou Evou Vlasákovou) zpracoval dějiny řady obcí Sokolovska. Jeho práce jsou často vůbec prvními českými monografiemi pro dané obce. Pro jeho knihy je typický široký přehled o archivních pramenech a schopnost jejich interpretace, analytické schopnosti a syntetické vidění historie, úvodní geografické lokalizování obce, šikovné překlenování zdánlivé bezdějinnosti poukazem na dění v nejbližším okolí a umné zasazování regionálních dějin do celorepublikového kontextu.[zdroj?]